# La Glace
La Glace er navnet på et konditori beliggende på Skoubogade i det indre København.

## Historie
Konditoriet blev grundlagt den 8. oktober 1870 og er et af de ældste konditorier i Danmark. Forretningen er specielt berømt for dens brede udvalg af lagkager.
Konditoriet er berømt for sine lagkager, og særligt deres sportskage, der blev opfundet til Otto Benzons satiriske anti-Estrupske teaterstykke Sportsmænd, der havde premiere den 18. november 1891 på Folketeatret i Nørregade.
Under sine studier arbejdede Claus Hjort Frederiksen som kageudbringer for konditoriet.
I 1978 blev forretningen overtaget af forsvarsadvokat Merethe Stagetorn. I 1989 overlod hun ledelsen til sin datter, der købte virksomheden.
I forbindelse med konditoriets 120 års jubilæum i 1990 forsøgte man sig med endnu en forretning ved Nyhavn, men måtte ret hurtigt konstatere, at det ikke blev den store succes. Efter få år lukkede man og koncentrerer sig nu om den oprindelige forretning ved Strøget.
| „ | Kager, Kunst og Kærlighed - kvæler al Besværlighed | “ |

Madprogrammet Spise med Price med James og Adam Price lavede en Sportskage i programmet La Dolce Vita, der blev sendt første gang i oktober 2010. Kagen er en af konditoriets mest berømte, og for at sammenligne havde de også anskaffet en original kage fra La Glace.
I foråret 2013 blev programserien Konditoriet sendt på DR1, der omhandlede La Glace. Programmet fik massiv kritik for at reklamere for La Glace.
Som følge af kritikken blev serien derfor ikke fulgt op endnu en sæson.

## Anerkendelse
I februar 2019 blev La Glace nævnt som ét af de fem bedste steder i København at få fastelavnsboller på MigogKbh.dk.